# Подземелья Ромула
«Подземелья Ромула» (бел. «Сутарэнні Ромула») — роман белорусской писательницы Людмилы Рублевской. В 2011 году за роман «Подземелья Ромула» Людмила Рублевская была удостоена премии им. Франтишка Богушевича.

## История
Впервые роман «Подземелья Ромула» был опубликован в 2011 году в журнале «Дзеяслоў» (бел. «Глагол»), № 47—49.
23 декабря 2011 года Людмила Рублевская за свой роман «Подземелья Ромула» была удостоена премии им. Франтишка Богушевича.
В 2012 году роман вышел в книге «Подземелья Ромула» (изд-во «Книгосбор»), в которую также вошёл роман Людмилы Рублевской «Убить негодяя, или Игра в Альборутению» (бел. Забіць нягодніка, альбо Гульня ў Альбарутэнію).

## Сюжет
Действие книги разворачивается параллельно в разных временах вокруг одного и того же артефакта. Рублевская в художественной форме исследует сталинские репрессии против белорусской национальной интеллигенции, а также исторический путь и национальный характер белорусов от времен ВКЛ до современности. Писательница в своих детективных расследованиях путём путешествия во времени описывает, как профессор Валериан Скалович из застенков НКВД 1937 года попал в дом у Кальварийского кладбища 2000-го; рассказывает, почему сотрудница издательства Арсения Вяжэвич похожа как две капли воды на портрет графини с XIX века.